# Педру-Афонсу

Педру-Афонсу на карте штата.

Педру-Афонсу (порт. Pedro Afonso) — муниципалитет в Бразилии, входит в штат Токантинс. Составная часть мезорегиона Восточный Токантинс. Входит в экономико-статистический микрорегион Порту-Насиунал. Население составляет  11 539 человек на 2010 год. Занимает площадь 2 010,902 км². Плотность населения — 5,74 чел./км².
Праздник города —  15 июля. 

## История
Город основан 15 июля 1847 года. 

## Демография
Согласно сведениям, собранным в ходе переписи 2010 г. Национальным институтом географии и статистики (IBGE), население муниципалитета составляет:
| Полное население                               | Полное население                               | Полное население                               | Полное население                               | 11 539 |
| ---------------------------------------------- | ---------------------------------------------- | ---------------------------------------------- | ---------------------------------------------- | ------ |
| в том числе:                                   | Городское население                            | 10 016                                         | Процент городского населения, %                | 86,80  |
|                                                | Сельское население                             | 1 523                                          | Процент сельского населения, %                 | 13,20  |
|                                                | Мужское население                              | 5 969                                          | Процент мужского населения, %                  | 51,73  |
|                                                | Женское население                              | 5 570                                          | Процент женского населения, %                  | 48,27  |
| Плотность населения, чел/км²                   | Плотность населения, чел/км²                   | Плотность населения, чел/км²                   | Плотность населения, чел/км²                   | 5,74   |
| Население муниципалитета в % к населению штата | Население муниципалитета в % к населению штата | Население муниципалитета в % к населению штата | Население муниципалитета в % к населению штата | 0,83   |

По данным оценки 2016 года население муниципалитета составляет 12 900 жителей.

## Статистика
- Валовой внутренний продукт на 2003 составляет 39.455.278,00 реалов (данные: Бразильский институт географии и статистики).
- Валовой внутренний продукт на душу населения на 2003 составляет 4.373,23 реалов (данные: Бразильский институт географии и статистики).
- Индекс развития человеческого потенциала на 2000 составляет 0,738 (данные: Программа развития ООН).

## География
Климат местности: субтропический.

## Важнейшие населенные пункты
| № | Населённый пункт | Населённый пункт (порт.) | Категория | Население чел. (2010) | На карте                       |
| - | ---------------- | ------------------------ | --------- | --------------------- | ------------------------------ |
| 1 | Педру-Афонсу     | Pedro Afonso             | город     | 9 769                 | 8°58′49″ ю. ш. 48°10′19″ з. д. |
| 2 | Порту-Реал       | Porto Real               | поселок   | 247                   | 9°18′25″ ю. ш. 47°55′43″ з. д. |
| 3 | Мата-Верди       | Mata Verde               | поселок   | 77                    | 9°18′39″ ю. ш. 48°12′33″ з. д. |